# مايك وليامز (لاعب اتحاد الرغبي)
مايك وليامز (بالإنجليزية: Mike Williams)‏ هو لاعب اتحاد الرغبي زيمبابوي، ولد في 4 نوفمبر 1991 في بولاوايو في زيمبابوي.

## وصلات خارجية
- مايك وليامز على موقع دوري الرغبي الممتاز (الإنجليزية)
- مايك وليامز عل موقع إسبنسكروم (الإنجليزية)
- مايك وليامز على موقع ItsRugby.co.uk (الإنجليزية)